# Cadre-71/2-Europameisterschaft 1965

Logo CEB (ausrichtender Verband)

Veranstaltungsort: Thionville

Die Cadre-71/2-Europameisterschaft 1965 war das 20. Turnier in dieser Disziplin des Karambolagebillards und fand vom 25. bis zum 28. Februar 1965 in Thionville statt. Es war die sechste Cadre-71/2-Europameisterschaft in Frankreich und die dritte in Thionville.

## Geschichte
Erstmals bei einer Europameisterschaft im Cadre 71/2 (ausgenommen die Turniere 1955 und 1957/1 in denen keine nordeuropäischen Nationen am Start waren) stand auf dem Siegerpodest kein Belgier. Verdienter Sieger wurde der Niederländer Henk Scholte der keine Partie verlor. Einen sehr guten zweiten Platz belegte der Deutsche Meister Siegfried Spielmann aus Düsseldorf. Er verlor nur gegen Johann Scherz und Henk Scholte. Der Wiener Johann Scherz holte für Österreich die erste Medaille im Cadre 71/2 bei einer EM.

## Turniermodus
Hier wurde im Round Robin System bis 300 Punkte gespielt. Es wurde mit Nachstoß gespielt. Damit waren Unentschieden möglich.
Bei MP-Gleichstand (außer bei Punktgleichstand beim Sieger) wird in folgender Reihenfolge gewertet:
1. MP = Matchpunkte
2. GD = Generaldurchschnitt
3. HS = Höchstserie

## Abschlusstabelle

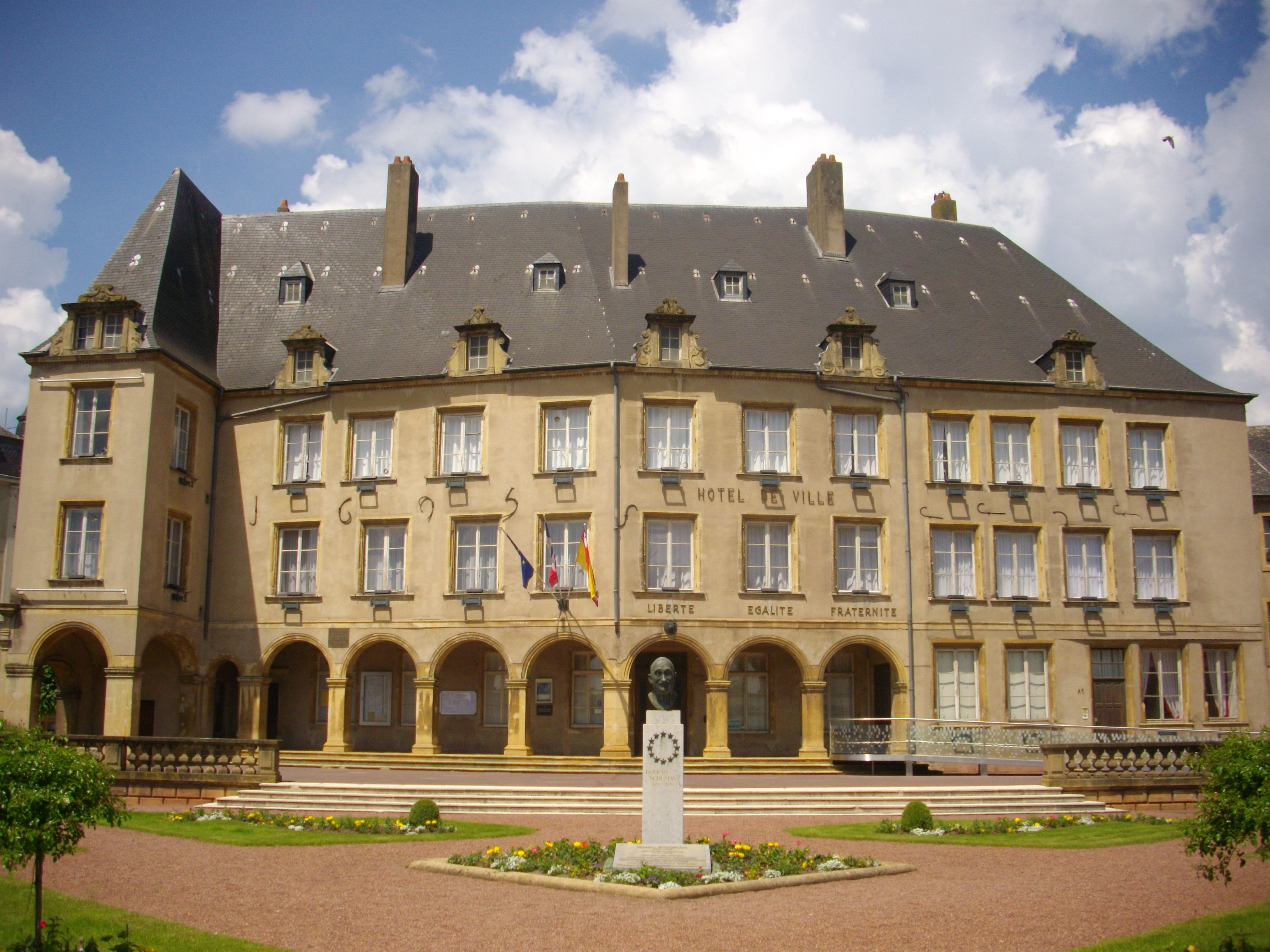
Hôtel de Ville (Thionville)

| MP    | Match Points (Sieger = 2; Unentschieden = 1; Verlierer = 0) |
| Pkte. | Erzielte Karambolagen                                       |
| Aufn. | Benötigte Versuche                                          |
| GD    | Generaldurchschnitt                                         |
| BED   | Bester Einzeldurchschnitt eines Spielers                    |
| HS    | Höchstserie                                                 |
|       | Bester GD des Turniers                                      |
|       | Bester ED des Turniers                                      |
|       | Beste HS des Turniers                                       |
|       | 1. Platz (Gold)                                             |
|       | 2. Platz (Silber)                                           |
|       | 3. Platz (Bronze)                                           |

| Platz                      | Name                | MP   | Pkte. | Aufn. | GD    | BED   | HS  |
| -------------------------- | ------------------- | ---- | ----- | ----- | ----- | ----- | --- |
| 1                          | Henk Scholte        | 14:0 | 2100  | 85    | 24,70 | 75,00 | 144 |
| 2                          | Siegfried Spielmann | 10:4 | 1814  | 80    | 22,67 | 75,00 | 178 |
| 3                          | Johann Scherz       | 8:6  | 1685  | 73    | 23,08 | 50,00 | 137 |
| 4                          | Clément van Hassel  | 8:6  | 1685  | 105   | 16,20 | 30,00 | 222 |
| 5                          | Jaime Tortosa       | 8:6  | 1586  | 105   | 15,10 | 20,00 | 69  |
| 6                          | André Burgner       | 4:10 | 1520  | 97    | 15,67 | 23,07 | 163 |
| 7                          | José Gálvez         | 2:12 | 1497  | 99    | 15,12 | 42,85 | 105 |
| 8                          | Jean Galmiche       | 2:12 | 1206  | 101   | 11,94 | 11,11 | 79  |
| Turnierdurchschnitt: 17,59 |                     |      |       |       |       |       |     |